# Lispe cilitarsis
Lispe cilitarsis este o specie de muște din genul Lispe, familia Muscidae, descrisă de Friedrich Hermann Loew în anul 1856. Conform Catalogue of Life specia Lispe cilitarsis nu are subspecii cunoscute.